# Karangharja (Cisoka)
Karangharja is een bestuurslaag in het regentschap Tangerang van de provincie Banten, Indonesië. Karangharja telt 4757 inwoners (volkstelling 2010).